# Süddeutsche Bodencreditbank
Die Süddeutsche Bodencreditbank AG (Südboden) war  die erste Bank Bayerns, die ausschließlich für das Hypothekarbankgeschäft zugelassen war. 2001 wurde sie zusammen mit der Bayerischen Handelsbank AG sowie der Nürnberger Hypothekenbank AG zur Hypo Real Estate verschmolzen.

## Geschichte
Die  Süddeutsche Bodencreditbank  AG  wurde am 17. Juni 1871 in München als Hypothekenbank gegründet. Unter den Gründern der Südboden befanden sich vorwiegend kapitalkräftige Aktienbanken, einige Privatbanken wie z. B. das Münchner Bankhaus Merck, Christian & Co. (seit 1879 Merck Finck & Co) sowie mit Theodor Cramer-Klett ein vermögender Kaufmann und Industrieller, der als Initiator dieser Bankgründung gilt. Die ersten 45 Jahre nach der Gründung waren durch stetiges Wachstum gekennzeichnet. Bereits 1875 betrug der Hypothekendarlehensbestand über 100 Mio. Goldmark. 1914 wurde mit 513 Mio. Goldmark ein Höchststand erreicht, der erst wieder 1962 überschritten werden konnte.
Der Erste Weltkrieg und die Hyperinflation der frühen 1920er Jahre führte praktisch zu einem Erliegen des Hypothekengeschäfts. Nach kurzem Aufschwung folgte die Weltwirtschaftskrise zu Beginn der 1930er Jahre, die auch mit einer fundamentalen Bankenkrise einherging. Dies führte zu einer Konsolidierung im Bankgewerbe. 1934 fusionierte die Südboden mit der Mitteldeutschen Bodenkredit-Anstalt (Mittelboden) und konnte damit ihr Geschäftsfeld auf ganz Deutschland erweitern. Im Jahre 1937 übernahm die Südboden die Bayerische Bodencreditanstalt (Bayerische Boden) aus Würzburg.
Nach dem Zweiten Weltkrieg und der mit diesem verbundenen Zerstörung vieler beliehener Immobilien konnte das Geschäft erst 1949 langsam wieder aufgebaut werden. Ab 1955 führte der deutsche Wiederaufbau zu einem rasant wachsendem Geschäft für die Südboden. Zum 100-jährigem Jubiläum 1971 konnte die Bank bei stetig wachsenden Gewinnen die Bilanzsumme auf 2,5 Milliarden DM ausweiten (1955: 0,35 Mrd. DM).
Das Zusammengehen der Bayerischen Vereinsbank mit der Bayerischen Staatsbank im Jahre 1971 verschaffte der Bayerischen Vereinsbank die Aktienmehrheit an der Süddeutschen Bodencreditbank AG, der Bayerischen Handelsbank AG und der Nürnberger Hypothekenbank AG, die fortan als Hypothekenbanktöchter der Bayerischen Vereinsbank fungierten. Für das Jahr 2000 konnte die Südboden laut Geschäftsbericht eine Bilanzsumme von knapp 24 Milliarden Euro ausweisen und war jeweils hälftig in Kommunaldarlehen und Hypothekendarlehen investiert.

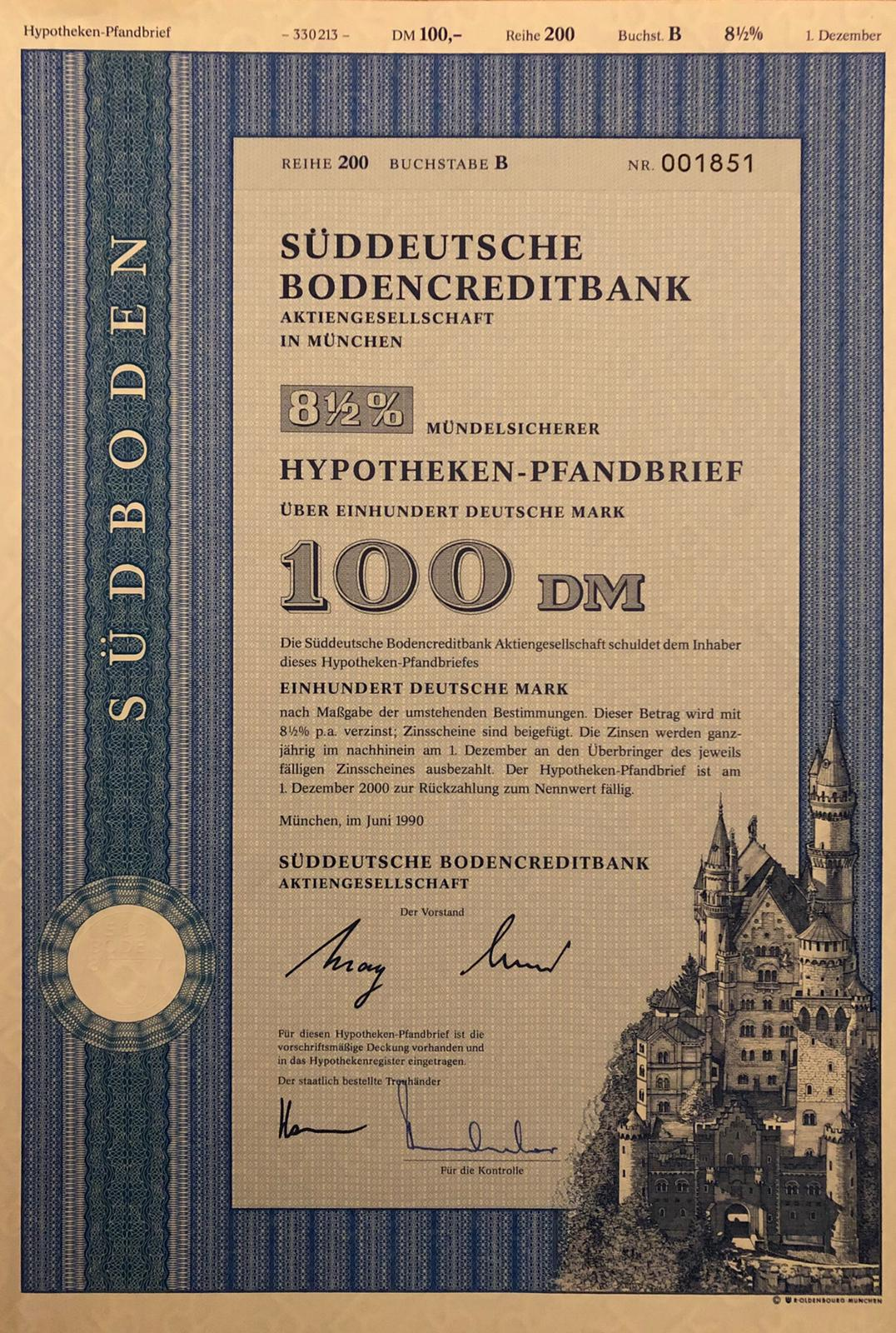

Im Jahre 2001 wurde das Hypothekargeschäft der Bayerischen Vereinsbank ausgelagert und mit dem Geschäft der drei Hypothekenbanktöchter zusammengelegt. Daraus resultierte die Hypo Real Estate.

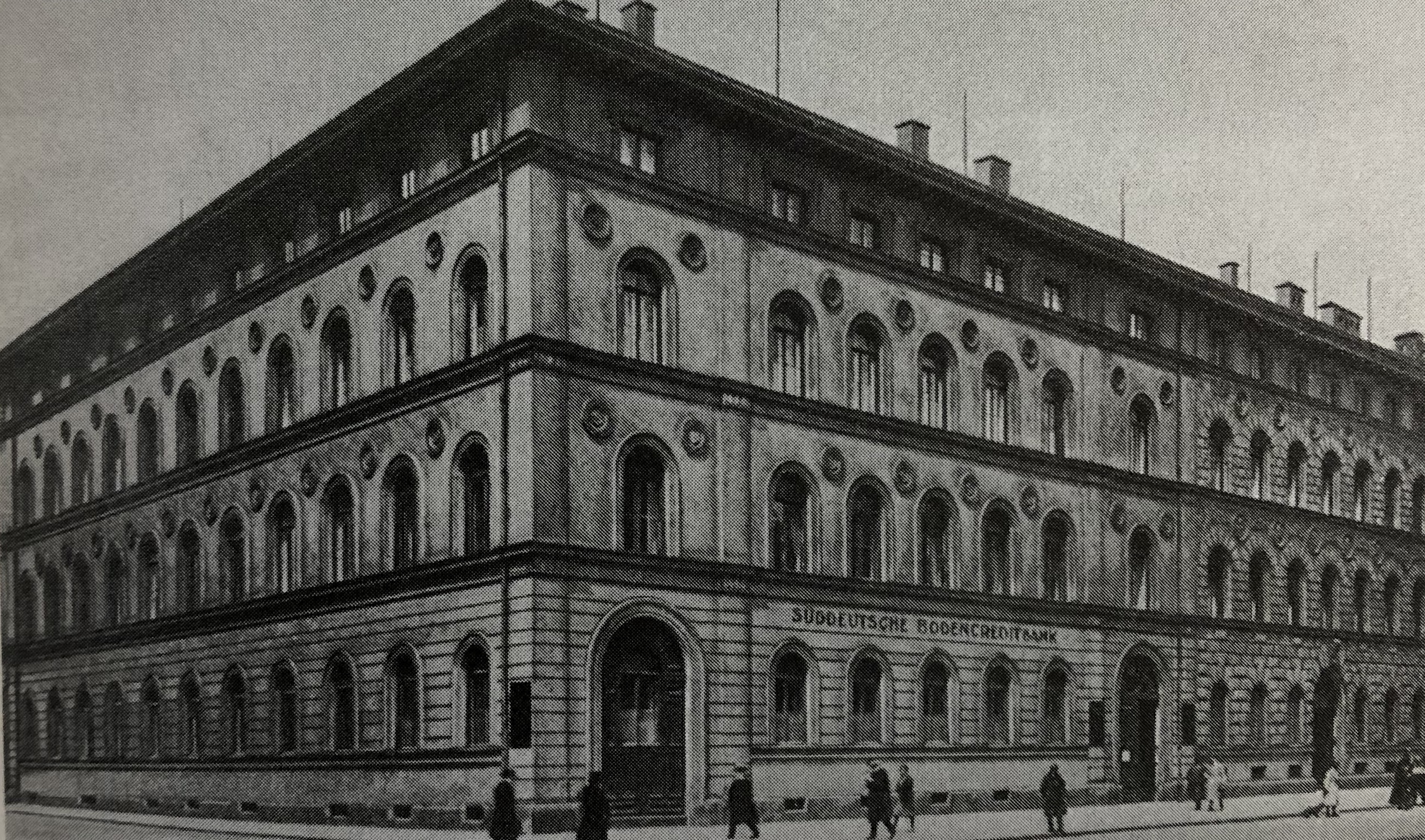
Südboden in der Ludwigstraße

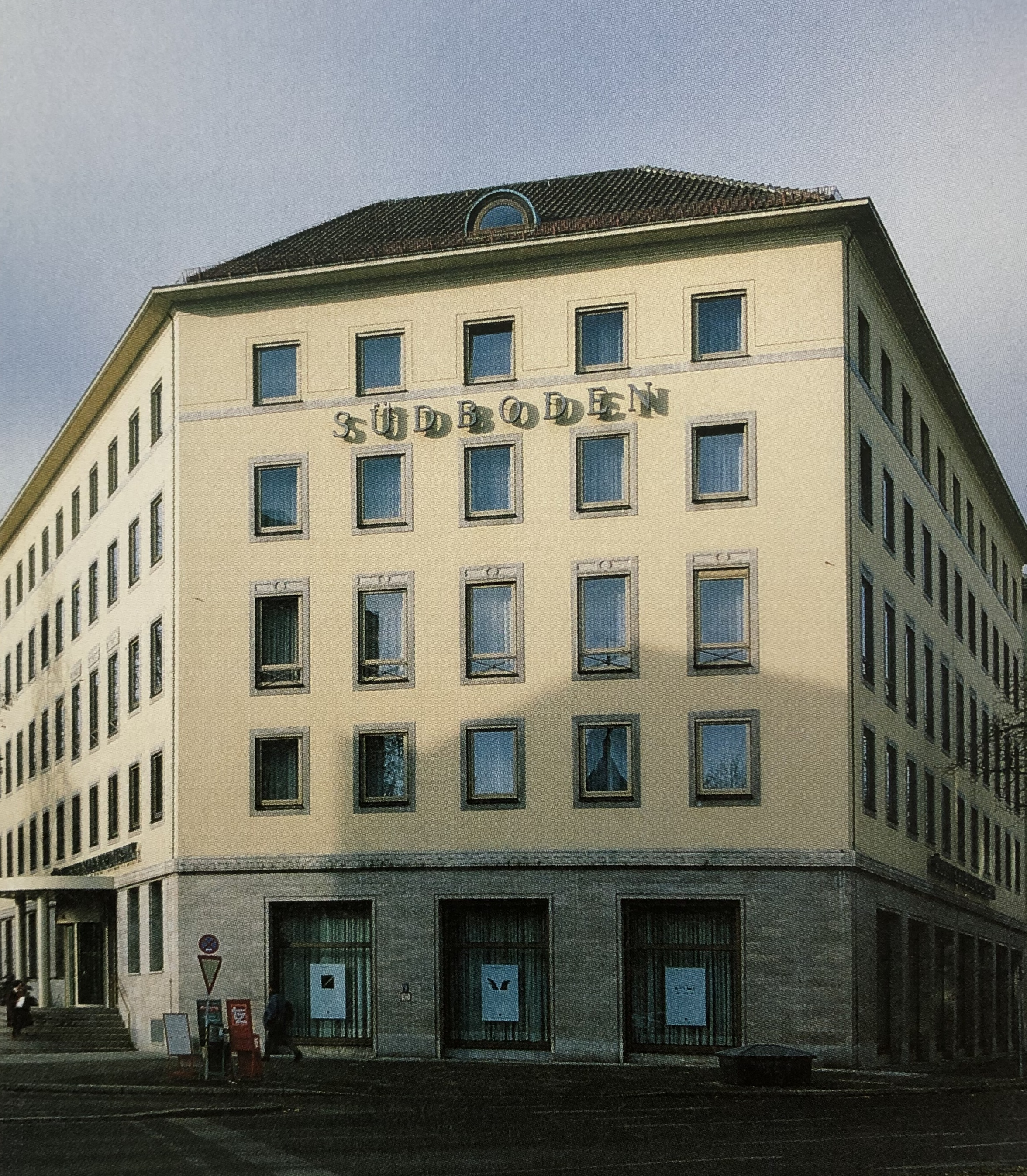
Südboden in der Ottostraße

## Vorsitzende des Aufsichtsrates
(Quelle:)
- 1871–1875: Maximilian Graf von Arco-Valley
- 1876–1895: Otto Graf zu Quadt-Wykradt-Isny
- 1895–1901: Franz August Schenk Freiherr von Stauffenberg
- 1902–1924: Wilhelm Ritter von Finck
- 1925–1929: Wilhelm Merck
- 1930–1945: August von Finck
- 1946–1948: Karl Butzengeiger
- 1949–1972: August von Finck
- 1973–1980: Rudolf Eberhard
- 1981–1987: Hans-Günther Schönmann
- 1988–2001: Albrecht Schmidt

## Generaldirektoren/Sprecher des Vorstandes
- 1871–1893: Friedrich von Schauß
- 1893–1911: Casimir Keller
- 1912–1920: Heinrich Gareis
- 1920–1934: Friedrich Bonschab
- 1935–1970: Helmuth Wolf
- 1971–1975: Adolf Schwandner
- 1975–1991: Franz May
- 1991–1995: Gerhard Fischer
- 1995–2001: Anton Schub